# Dynatosoma nigripes
Dynatosoma nigripes är en tvåvingeart som beskrevs av Sevcik och Papp 2001. Dynatosoma nigripes ingår i släktet Dynatosoma och familjen svampmyggor.
Artens utbredningsområde är Ungern. Inga underarter finns listade i Catalogue of Life.